# Pediomorphus
Pediomorphus is een geslacht van kevers uit de familie van de loopkevers (Carabidae). De wetenschappelijke naam van het geslacht is voor het eerst geldig gepubliceerd in 1878 door Chaudoir.

## Soorten
Het geslacht Pediomorphus omvat de volgende soorten:
- Pediomorphus anthracoides Straneo, 1967
- Pediomorphus elongatus Sloane, 1898
- Pediomorphus macleayi Sloane, 1900
- Pediomorphus planiusculus Chaudoir, 1878
- Pediomorphus ruficollis Sloane, 1900